# Luigi Maria Bilio
Luigi Maria Bilio CRSP (ur. 25 marca 1826 w Alessandrii, zm. 30 stycznia 1884 w Rzymie) – włoski duchowny katolicki, teolog i kardynał. Wstąpił do zakonu barnabitów w wieku 14 lat. Od 1864 był konsultorem Świętego Oficjum w Rzymie. Odegrał dużą rolę w redakcji Syllabusa papieża Piusa IX, który w 1866 mianował go kardynałem prezbiterem San Lorenzo in Panisperna. Brał udział w Soborze Watykańskim I i konklawe 1878. Biskup Sabiny od grudnia 1873 roku. Był także prefektem Kongregacji Odpustów i Świętych Relikwii (1876) i Kongregacji ds. Obrzędów (1876-1877). Wielki penitencjariusz od 1877 roku. W styczniu 1883 został sekretarzem Świętego Oficjum. Zmarł rok później w Rzymie.